# 吉川駅

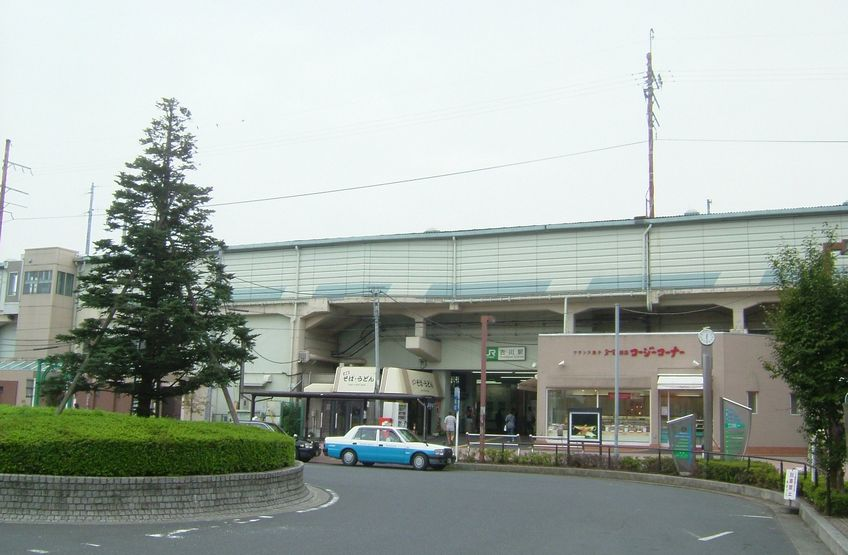
北口（2008年9月）

吉川駅（よしかわえき）は、埼玉県吉川市木売一丁目にある、東日本旅客鉄道（JR東日本）武蔵野線の駅である。駅番号はJM 20。

## 歴史
- 1973年（昭和48年）4月1日：日本国有鉄道（国鉄）の駅として開業[1][3]。開業当初に自動改集札機が試験設置された12駅の一つ。
- 1987年（昭和62年）4月1日：国鉄分割民営化に伴い、東日本旅客鉄道（JR東日本）の駅となる[3]。
- 2001年（平成13年）11月18日：ICカード「Suica」の利用が可能となる[広報 1]。
- 2007年（平成19年）3月17日：指定席券売機を導入。
- 2012年（平成24年）5月31日：みどりの窓口の営業を終了。

## 駅構造
相対式ホーム2面2線を有する高架駅である。
吉川美南駅管理の業務委託駅（JR東日本ステーションサービス委託）で、指定席券売機、自動改札機が設置されている。駅本屋の建設は鴻池組が担当した。ホームは大きくカーブしている。
トイレは改札内に男女とも1箇所あり、多機能トイレもある。改札外には、NewDays、コインロッカー、自動販売機、STATION BOOTHが設置されている。
吉川美南側は上下線の間隔が開いているが、これはかつて武蔵野操車場が存在した名残りである。操車場付近の上り線は1999年（平成11年）に下り線側へ移設されたため、駅東側ですぐに上下線の間隔は狭まる。
駅カラーはグレー。

### のりば
| 番線 | 路線     | 方向 | 行先                           |
| ---- | -------- | ---- | ------------------------------ |
| 1    | 武蔵野線 | 上り | 南浦和・西国分寺・府中本町方面 |
| 2    | 武蔵野線 | 下り | 新松戸・西船橋・東京方面       |

（出典：JR東日本:駅構内図）

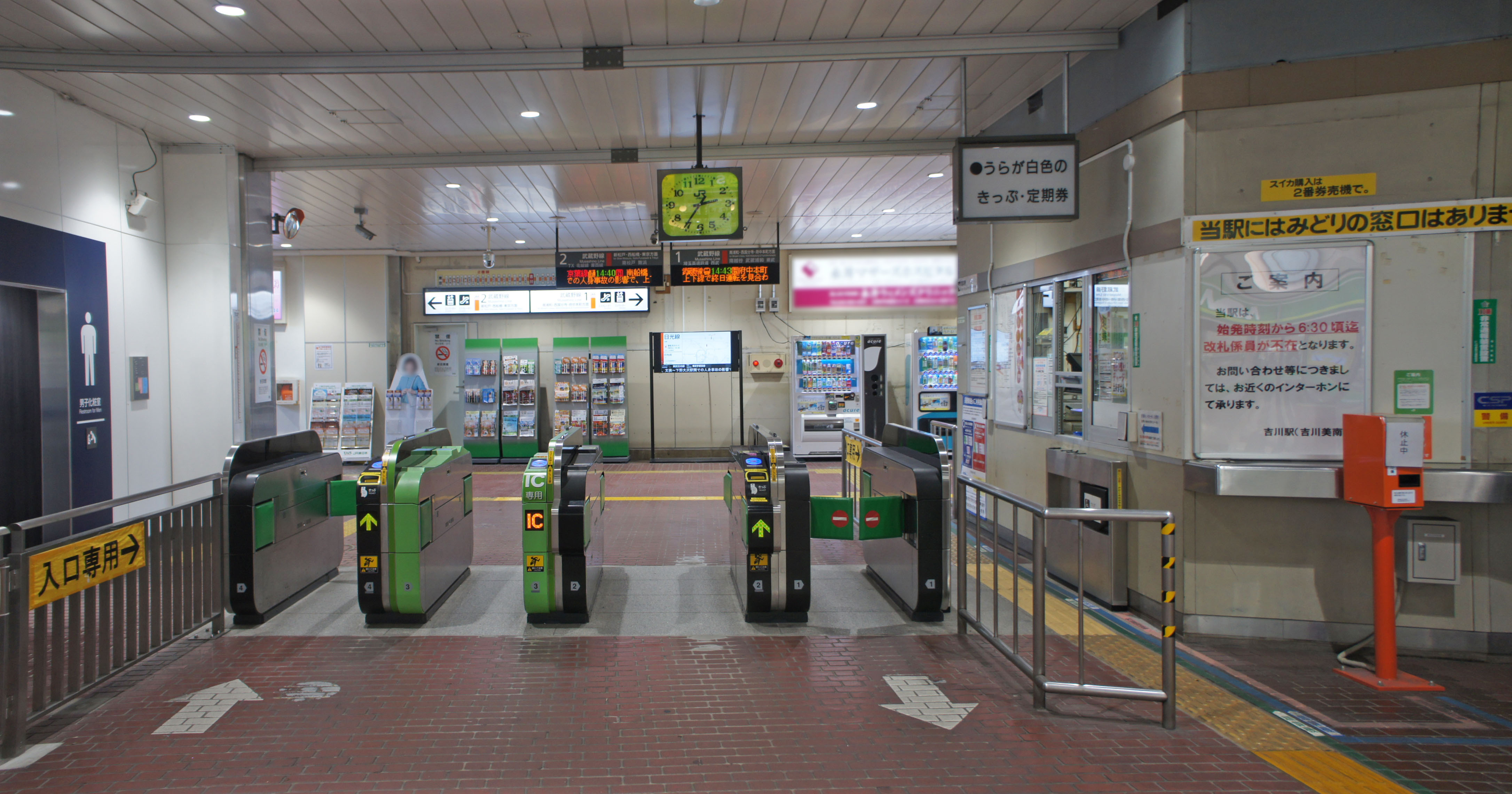
改札口（2019年9月）
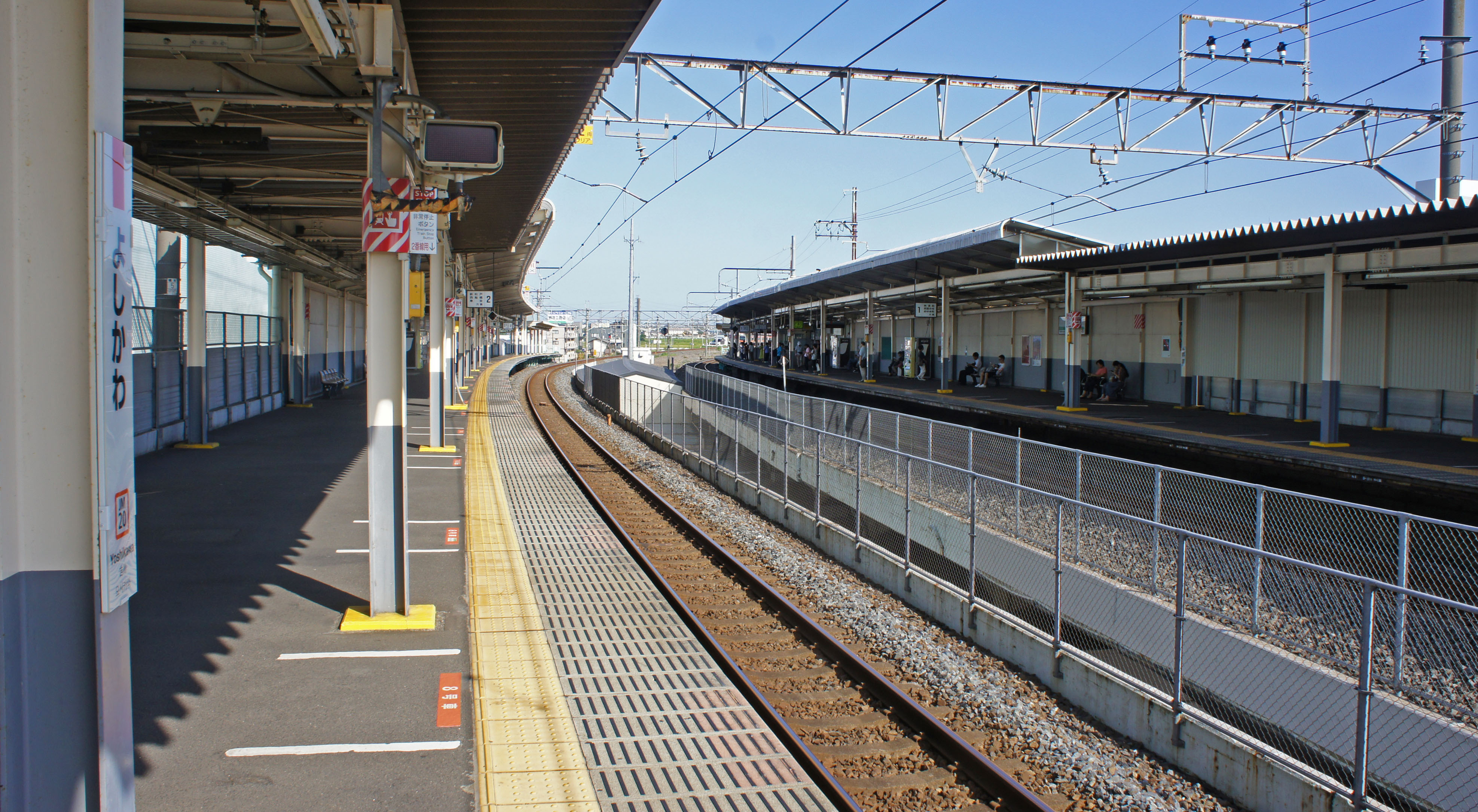
ホーム（2019年9月）

## 利用状況
2023年度（令和5年度）の1日平均乗車人員は16,194人である。武蔵野線内では26駅中新座駅に次いで第16位であり、武蔵野線の乗換駅ではない単独駅では東浦和駅、越谷レイクタウン駅、新座駅に次ぐ4位である。
1990年度（平成2年度）以降の1日平均乗車人員の推移は下表のとおりである。年度全体の乗車人員を365（閏日が入る年度は366）で除して1日平均乗車人員を求めており、計算で生じた小数点以下の値は切り捨てているため、定期外と定期の和は必ずしも合計と一致しない。
| 年度               | 1日平均乗車人員 | 1日平均乗車人員 | 1日平均乗車人員 | 出典              |
| 年度               | 定期外          | 定期            | 合計            | 出典              |
| ------------------ | --------------- | --------------- | --------------- | ----------------- |
| 1990年（平成02年） |                 |                 | 13,984          |                   |
| 1991年（平成03年） |                 |                 | 14,947          |                   |
| 1992年（平成04年） |                 |                 | 15,873          |                   |
| 1993年（平成05年） |                 |                 | 16,470          |                   |
| 1994年（平成06年） |                 |                 | 16,751          |                   |
| 1995年（平成07年） |                 |                 | 16,886          |                   |
| 1996年（平成08年） |                 |                 | 17,406          |                   |
| 1997年（平成09年） |                 |                 | 17,861          |                   |
| 1998年（平成10年） |                 |                 | 18,165          |                   |
| 1999年（平成11年） |                 |                 | 18,192          | [ 埼玉県統計 1 ]  |
| 2000年（平成12年） |                 |                 | 18,337          | [ 埼玉県統計 2 ]  |
| 2001年（平成13年） |                 |                 | 18,497          | [ 埼玉県統計 3 ]  |
| 2002年（平成14年） |                 |                 | 18,643          | [ 埼玉県統計 4 ]  |
| 2003年（平成15年） |                 |                 | 18,578          | [ 埼玉県統計 5 ]  |
| 2004年（平成16年） |                 |                 | 18,580          | [ 埼玉県統計 6 ]  |
| 2005年（平成17年） | 5,554           | 13,260          | 18,815          | [ 埼玉県統計 7 ]  |
| 2006年（平成18年） | 5,688           | 13,529          | 19,218          | [ 埼玉県統計 8 ]  |
| 2007年（平成19年） | 5,850           | 13,956          | 19,806          | [ 埼玉県統計 9 ]  |
| 2008年（平成20年） | 5,647           | 13,693          | 19,341          | [ 埼玉県統計 10 ] |
| 2009年（平成21年） | 5,443           | 13,422          | 18,866          | [ 埼玉県統計 11 ] |
| 2010年（平成22年） | 5,370           | 13,324          | 18,694          | [ 埼玉県統計 12 ] |
| 2011年（平成23年） | 5,416           | 13,311          | 18,727          | [ 埼玉県統計 13 ] |
| 2012年（平成24年） | 5,300           | 12,871          | 18,172          | [ 埼玉県統計 14 ] |
| 2013年（平成25年） | 5,332           | 12,925          | 18,257          | [ 埼玉県統計 15 ] |
| 2014年（平成26年） | 5,331           | 12,714          | 18,045          | [ 埼玉県統計 16 ] |
| 2015年（平成27年） | 5,381           | 12,763          | 18,144          | [ 埼玉県統計 17 ] |
| 2016年（平成28年） | 5,378           | 12,704          | 18,082          | [ 埼玉県統計 18 ] |
| 2017年（平成29年） | 5,437           | 12,684          | 18,122          | [ 埼玉県統計 19 ] |
| 2018年（平成30年） | 5,437           | 12,735          | 18,173          | [ 埼玉県統計 20 ] |
| 2019年（令和元年） | 5,277           | 12,709          | 17,986          | [ 埼玉県統計 21 ] |
| 2020年（令和02年） | 3,705           | 10,271          | 13,976          |                   |
| 2021年（令和03年） | 4,266           | 10,460          | 14,726          |                   |
| 2022年（令和04年） | 4,819           | 10,835          | 15,654          |                   |
| 2023年（令和05年） | 5,101           | 11,092          | 16,194          |                   |

## 駅周辺
- 吉川市駅前市民サービスセンター
- 吉川市視聴覚ライブラリー
- 吉川警察署吉川駅前交番
- 吉川市中央公民館
- 吉川市立吉川小学校
- 吉川郵便局
- 吉川駅前郵便局
- 埼玉りそな銀行吉川支店
- 亀有信用金庫吉川支店
- ライフ吉川駅前店
- スーパーマルサン 吉川店

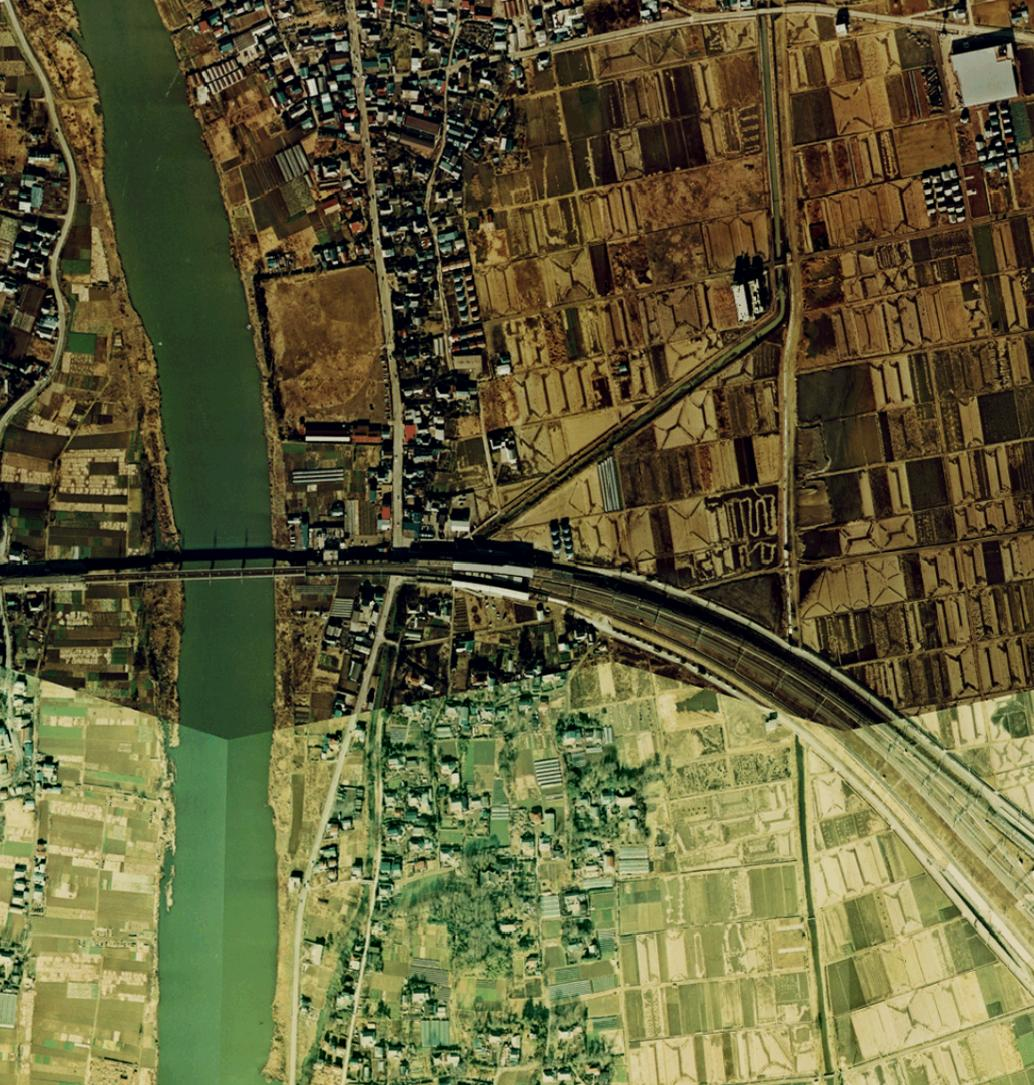
駅付近空中写真（1974年撮影 国土画像情報オルソ化空中写真〈国土交通省〉より）
開業1年後の様子。後に北東部に吉川団地が開発された。

- よしかわ天然温泉ゆあみ（武蔵野健康センター併設（閉店））

## バス路線

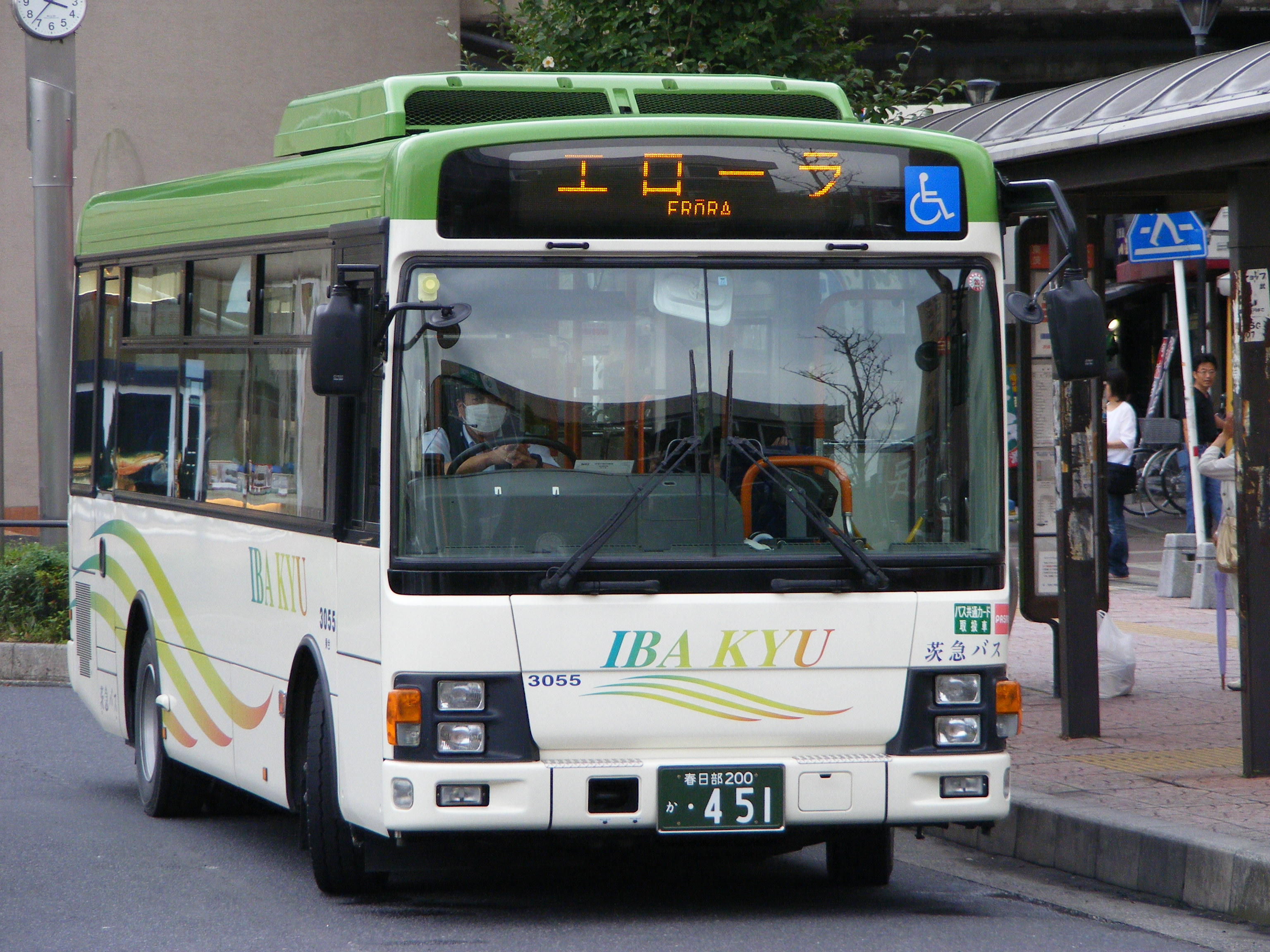
エローラ行の茨急バス

北口と南口に停留所が設置されている。下記に示す路線バス以外にも、JRバス関東が運行する東京駅八重洲南口発松伏バスターミナル行高速バスが吉川駅前にて降車扱いする。また、東武バスセントラルが運行する「ミッドナイトアロー吉川・三郷」も吉川駅入口で降車扱いを行っている。
| のりば     | 運行事業者             | 系統・行先 |
| 吉川駅北口 | 吉川駅北口             | 吉川駅北口 |
| ---------- | ---------------------- | --- |
| 1          | 東武バスセントラル     | - 吉05：吉川きよみ野 - 吉06：吉川車庫（深夜バス） - 美南01：吉川美南駅 / 吉川きよみ野                                                  |
| 2          | 朝日自動車             | KS22：越谷駅東口 |
| 3          | 茨城急行自動車         | - YK31：エローラ - YK32：松伏高校前 - KK32：北越谷駅                                                                                   |
| 4          | 東武バスセントラル     | - 吉02：吉川市役所 - 吉09：平成園・宮前循環 - 三15：三郷駅北口                                                                         |
| 5          | グローバル交通         | - 吉-01 吉川駅メディカルマイ線：メディカルマイ - 吉-02 小松川工業団地循環線：工業団地方面 - 吉美-02 吉川美南駅吉川駅線：吉川美南駅東口 |
| 6          | ジャパンタローズ       | 吉川線：東埼玉テクノポリス北 / 旭公園球場南                                                                                            |
| 吉川駅南口 |                        | |
| 7          | メートー観光           | M1：新三郷駅西口 |
| 8          | メートー観光           | M2：吉川循環 |
| 9          | メートー観光           | - M3：三郷中央駅 - S1：宗眼寺 |
| 10         | （定期バスの発着なし） | （定期バスの発着なし） |

## その他
- 将来的構想として、東京直結鉄道である地下鉄8号線が当駅を通り、千葉県野田市方面へと延長される構想がある。
- 当駅は、武蔵野線の中でも数少ない「新」や「東西南北」などが頭に付かない駅である（吉川市内にある駅は2012年3月16日時点まで当駅のみであったため）。他には三郷駅などがある。
- 1995年5月に吉川市の特産であるナマズ[5] の像[2] が南口駅前広場に設置された。像の全体に金箔が施してある。金色のヒゲが窃盗に遭ったのをきっかけとして全国的に知られた。事件後、周囲に柵が設けられた。

## 隣の駅
東日本旅客鉄道（JR東日本）
 武蔵野線
吉川美南駅 (JM 19) - 吉川駅 (JM 20) - 越谷レイクタウン駅 (JM 21)

### 記事本文

##### 広報資料・プレスリリースなど一次資料
1. ↑  “Suicaご利用可能エリアマップ（2001年11月18日当初）” (PDF).   東日本旅客鉄道. 2019年7月27日時点のオリジナルよりアーカイブ。2020年4月29日閲覧。

### 利用状況
JRの1日平均利用客数
1. ↑  各駅の乗車人員 - JR東日本

JR東日本の2000年度以降の乗車人員
1. ↑  各駅の乗車人員（2000年度） - JR東日本
2. ↑  各駅の乗車人員（2001年度） - JR東日本
3. ↑  各駅の乗車人員（2002年度） - JR東日本
4. ↑  各駅の乗車人員（2003年度） - JR東日本
5. ↑  各駅の乗車人員（2004年度） - JR東日本
6. ↑  各駅の乗車人員（2005年度） - JR東日本
7. ↑  各駅の乗車人員（2006年度） - JR東日本
8. ↑  各駅の乗車人員（2007年度） - JR東日本
9. ↑  各駅の乗車人員（2008年度） - JR東日本
10. ↑  各駅の乗車人員（2009年度） - JR東日本
11. ↑  各駅の乗車人員（2010年度） - JR東日本
12. ↑  各駅の乗車人員（2011年度） - JR東日本
13. 1 2 3  各駅の乗車人員（2012年度） - JR東日本
14. 1 2 3  各駅の乗車人員（2013年度） - JR東日本
15. 1 2 3  各駅の乗車人員（2014年度） - JR東日本
16. 1 2 3  各駅の乗車人員（2015年度） - JR東日本
17. 1 2 3  各駅の乗車人員（2016年度） - JR東日本
18. 1 2 3  各駅の乗車人員（2017年度） - JR東日本
19. 1 2 3  各駅の乗車人員（2018年度） - JR東日本
20. 1 2 3  各駅の乗車人員（2019年度） - JR東日本
21. 1 2 3  各駅の乗車人員（2020年度） - JR東日本
22. 1 2 3  各駅の乗車人員（2021年度） - JR東日本
23. 1 2 3  各駅の乗車人員（2022年度） - JR東日本
24. 1 2 3  各駅の乗車人員（2023年度） - JR東日本

JRの統計データ
1. ↑  埼玉県統計年鑑 - 埼玉県
2. ↑  統計書よしかわ - 吉川市

埼玉県統計年鑑
1. ↑  埼玉県統計年鑑（平成12年）
2. ↑  埼玉県統計年鑑（平成13年）
3. ↑  埼玉県統計年鑑（平成14年）
4. ↑  埼玉県統計年鑑（平成15年）
5. ↑  埼玉県統計年鑑（平成16年）
6. ↑  埼玉県統計年鑑（平成17年）
7. ↑  埼玉県統計年鑑（平成18年）
8. ↑  埼玉県統計年鑑（平成19年）
9. ↑  埼玉県統計年鑑（平成20年）
10. ↑  埼玉県統計年鑑（平成21年）
11. ↑  埼玉県統計年鑑（平成22年）
12. ↑  埼玉県統計年鑑（平成23年）
13. ↑  埼玉県統計年鑑（平成24年）
14. ↑  埼玉県統計年鑑（平成25年）
15. ↑  埼玉県統計年鑑（平成26年）
16. ↑  埼玉県統計年鑑（平成27年）
17. ↑  埼玉県統計年鑑（平成28年）
18. ↑  埼玉県統計年鑑（平成29年）
19. ↑  埼玉県統計年鑑（平成30年）
20. ↑  埼玉県統計年鑑（令和元年）
21. ↑  埼玉県統計年鑑（令和2年）